# Grönland zászlaja
A grönlandi zászló kétszínű: vörös és fehér. A színek a dán lobogóról származnak. A fehér a jégre utal, ami a sziget 83%-át borítja; a vörös-fehér kör az északi napot jelképezi, amelynek az alsó fele a tengerbe süllyed. A zászló neve Erfalasorput, amely grönlandi nyelven a mi zászlónkat jelenti, a másik neve az Aappalaaroq, amely a pirosat jelenti.
Grönland mai zászlaját 1985. június 21-én vonták fel hivatalosan. A zászló tervét egy helyi művész, Thue Christiansen készítette.
Grönland legelső zászlaja, amelyet 1973-tól használta, ami a skandináv mintát vette alapul: zöld alapon fehér skandináv kereszt kék sávokkal.

1973 és 1985 között használt változat

## Külső hivatkozások
- a grönlandi zászló